# Kyung-Wha Chung
Kyung-Wha Chung   (Seül, 26 de març de 1948) és una violinista sud-coreana.

## Primers anys
Kyung Wha Chung va néixer a Seül en el centre dels set fills de la seva família. El seu pare era exportador, i la seva mare regentava un restaurant. Va començar els estudis de piano als 4 anys i els estudis de violí als 7 anys, però va mostrar més afinitat amb el violí. Es va reconèixer com a prodigi infantil i als 9 anys ja tocava el concert de violí de Mendelssohn amb l'Orquestra Filharmònica de Seül. A mesura que avançava el temps, va guanyar constantment la majoria dels famosos concursos de música de Corea. Amb els seus germans, Chung va fer una gira per tot el país, interpretant música tant com a solista com a part d'un conjunt. Quan els nens es van fer famosos a Corea, la mare de Chung va sentir que era un país massa petit perquè els seus fills poguessin continuar les seves carreres musicals, i va decidir traslladar-se als Estats Units. Tots els germans de Chung tocaven instruments clàssics i tres d'ells es convertirien en músics professionals. El seu germà petit, Myung-Whun Chung és director i pianista, i la seva germana gran, Myung-wha Chung, violoncel·lista i professora a la Universitat Nacional d'Arts de Corea de Seül. Els tres després han exercit professionalment en les seves posteriors carreres com el "Chung Trio".
Als tretze anys, va arribar als Estats Units. Va seguir la seva germana flautista gran Myung-Soh Chung a assistir a la "Juilliard School" de Nova York, on va estudiar amb Ivan Galamian.
El 1967, Chung i Pinchas Zukerman van ser els guanyadors conjunts del Concurs Edgar Leventritt, la primera vegada per a aquest resultat en la història de la competició. Aquest premi va comportar diversos compromisos a Amèrica del Nord, com per exemple amb l'Orquestra Simfònica de Chicago i la Filharmònica de Nova York. Ella va substituir Nathan Milstein per la seva Gala de la Casa Blanca quan aquesta es va trobar indisposat.
La seva gran oportunitat va venir el 1970 com a substituta de Itzhak Perlman, amb l'Orquestra Simfònica de Londres. L'èxit d'aquest compromís va comportar moltes altres actuacions al Regne Unit i un contracte de gravació amb Decca/London. El seu àlbum de debut amb André Previn i la "London Symphony Orchestra", que va combinar els concerts de Txaikovski i Sibelius, va cridar la seva atenció internacional, incloent la recomanació màxima al programa de la BBC Radio 3 "Building a Library" que comparava els diversos enregistraments de Sibelius. A Europa, Chung va continuar els seus estudis musicals amb Joseph Szigeti.
Entre els seus enregistraments comercials hi ha concerts de violí en repertori principal, inclosos Beethoven, Txaikovski i Berg. Ha gravat obres de cambra com les sonates de violí de Brahms, les sonates de Franck i Debussy i les sonates de Respighi & Strauss (amb Krystian Zimerman, una gravació que li va valer el premi Gramophone a la millor gravació de cambra). Entre les altres gravacions hi ha les Quatre estacions de Vivaldi, que va ser escollida com a elecció editorial de Gramòfon, i el concert de violí de Brahms amb la Filarmònica de Viena sota Simon Rattle.
El 1997 va celebrar el 30è aniversari del seu debut internacional al "Barbican Centre" de Londres i a la seva ciutat natal de Seül, Corea del Sud. El 2008, la malaltia i les lesions van fer que cessés temporalment la seva carrera professional. El seu retorn més recent a la representació en directe va ser a Londres al Royal Festival Hall el desembre de 2014. No obstant això, la seva reacció davant la tos de l'audiència, inclosa la tos persistent d'un nen en la el concert i la seva posterior conversa amb els pares de l'infant, van causar controvèrsies àmpliament denunciades en aquest recital.
Chung té dos fills, Frederick i Eugene, del seu anterior matrimoni amb l'empresari britànic Geoffrey Leggett. El seu matrimoni de 1984 va acabar en divorci.

## Pedagoga
El 2007, Chung es va incorporar a "Juilliard" com a membre de la facultat de les divisions de música i preescolars de l'escola. Va rebre el premi Kyung-Ahm el 2005. El 2011 va rebre el premi Ho-Am a la divisió d'Arts en reconeixement de la seva trajectòria durant 40 anys de violinista i educadora.